# 시라카와 히데키
시라카와 히데키(일본어: 白川 英樹, 1936년 8월 20일 ~ )는 일본의 화학자이다. 도쿄 공업대학 공학박사, 쓰쿠바 대학 명예교수, 일본 학사원 회원이며 2000년에 ‘전도성 고분자 발견’에 의한 공로로 앨런 J. 히거, 앨런 맥더미드와 함께 노벨 화학상을 수상했다.

## 인물

### 유년 시절부터 학창 시절까지
1936년 도쿄부 요도바시구(현: 도쿄도 신주쿠구)에서 태어났다. 아버지는 육군 군의관이었고 시라카와는 형, 누나, 동생, 여동생이 각각 1명씩 있는 5형제 가운데 하나였다. 참고로 시라카와의 할아버지와 다카하시 나오코의 큰할머니는 남매 지간으로, 다카하시는 육촌 조카(2종질)에 해당한다.
아버지의 일 때문에 3~4살 경에 대만으로 건너간 후 어머니의 본가가 있는 기후현 다카야마에 단기간 살면서 유치원을 다녔다. 유치원을 다니던 중에 아버지가 일 때문에 다시 만주로 이사하면서 랴오닝성 랴오양, 안산, 탕강쯔 등 여러 각지에서 거주했다. 만주에 있는 국민학교를 다니면서 3학년이던 1944년에 가족과 함께 한반도를 경유하여 귀국해 다카야마로 돌아왔다.
자연이 풍요로운 다카야마에서 곤충 채집을 취미삼아 했고, 고등학교 시절에는 진공관 라디오의 제작이나 풀과 꽃에도 흥미를 가졌다고 한다. 이 때문인지 화학이나 전기공학, 농예화학 등을 대학에서 배우려고 생각했다. 한편으로 공부한 후에 어떠한 직업을 가질 지에 대해서는 그다지 생각하지 않았다고 한다. 더욱이 중학교 졸업 문집에 ‘장래에는 플라스틱 연구를 하고 싶다’라는 작문의 글을 올린 적이 있었는데 훗날 노벨 화학상을 수상할 당시에 널리 보도됐다. 플라스틱에 흥미는 있었으나 작문으로 쓰기 쉬운 대상이었기 때문일 뿐이며, 분야에 대한 흥미도 강했다고 한다.

### 도쿄 공업대학 재학 시절
두 차례 재수 끝에 1957년 도쿄 공업대학에 입학하여 등산이 취미였기에 산악부와 반더포겔부, 그리고 흥미가 있었던 에스페란토부에 가입했다. 반더포겔은 산악부와 큰 차이가 없어서 1개월 정도로 참가하지 않게 됐고 에스페란토부도 영어 공부에 힘을 쓰기 시작했던 2학년 무렵부터 점점 멀어졌으며 산악부만은 대학원 때까지 활동을 계속하였다고 한다.
학업면에서는 도쿄 공업대학에 입학한 것을 계기로 중합체를 연구하고 싶다고 생각하고 화학공학과를 택했다. 3학년 때인 1월에는 졸업 연구를 위한 배속이 정해지면서 지망했던 합성연구실은 인기가 높았고 결국 자신은 제비뽑기로 떨어졌기 때문에 고분자물성과 관련한 연구실로 배속됐다. 당시에는 석사를 채용하는 기업들이 증가하고 있어서 진로에 대해서는 구체적으로 생각하지 않은 채 대학원에 진학했다.
지도 교수였던 가나마루 기소가 다음해에 정년 퇴임을 앞두고 2년 간의 석사 과정 지도를 할 수 없기도 해서 원래 희망했던 합성 연구를 하고 있는 간바라 슈의 연구실로 옮겼다. 강좌에 소속된 3명의 조수 중 한 명이 다루고 있던 테마에서 파생된 연구를 하기 시작했으며 박사 후기 과정 2년일 무렵에는 기업에 취직하는 것은 더 이상 무리라는 심리적인 압박을 느끼면서 장래에 대한 불안이 있었다고 한다. 1966년에 《공중합체의 블럭사슬에 관한 연구》로 공학박사 학위를 취득했다.

### 도쿄 공업대학 조수
박사 과정을 수료한 후에 자원화학연구소(현: 화학생명과학연구소)의 이케다 사쿠지 강좌의 조수가 됐다. 여기서 탄소-14(14C)를 이용한 치글러-나타 촉매에 의한 폴리아세틸렌 중합의 메커니즘에 대해 연구를 시작했다.
한편, 한국원자력연구소로부터 연구원 신분으로 이케다 연구소에 와 있던 변형직이 폴리아세틸렌의 중합을 경험해보고 싶다고 희망했기 때문에 레시피를 전해주었는데 촉매의 농도를 ‘m’이라고 적힌 문자를 못보고 1000배로 만들어 버린 실수를 저지른 탓에 분말이 제대로 생성되지 않고 비커의 용액 표면에서 팽윤상태의 파손된 막이 생겨져 있었다. 조사해보니 폴리아세틸렌의 박막일 가능성이 높다는 것을 알게 됐고 촉매의 농도를 착각했을 가능성이 있다고 생각한 시라카와는 농도를 더욱 진하게 늘려가면서 합성 실험을 하였다. 그 결과, 일정 이상의 농도에서 깔끔한 박막을 얻게 됐고 특히 유리 표면에서 중합시키면 좋다는 것이 며칠 만에 판명됐다. 용매 농도를 큰 폭으로 높였기 때문에 촉매 용액의 표면에서 아세틸렌의 중합 반응이 급속도로 진행돼 박막이 만들어진다는 것이 원리였다. 생성된 박막을 적외선분광법에 의해 분석해 봤더니 줄리오 나타가 이전에 보고했던 트랜스형의 구조보다도 흡수대의 수가 많다는 결과를 얻을 수 있었다.
이 원인을 조사하기 위해 인자군해석이나 행렬법으로 계산한 결과, 우선 시스형으로 만들어진 다음에 트랜스형에 이성화하였고 삼중 결합이 시스형으로 열리면서 시스형 폴리아세틸렌이 합성된다는 것이 밝혀졌다. 이 결과에 대해 고분자학회의 영문학술지에 적외 분광의 논문을 투고하였고 더욱이 라만 분광법으로 분석해봤더니 박막이 아주 얇았기 때문에 흡수 스펙트럼과 전자 스펙트럼을 측정할 수 있었다. 그 결과로부터 공역수가 상당히 크다는 것을 알 수 있었고 이것에 관한 논문도 고분자 학회의 《Polymer Journal》에 게재돼 있다. 또한 이들 논문을 게재함에 있어서는 논문 조사를 통과하기까지 시간이 걸려서 게재된 후의 반향도 거의 없었다고 한다.
구조 등이 알려지고 중합 기구를 명확히 해서 1969년까지는 당초의 테마를 달성할 수 있었기 때문에 그 다음에는 전도성 고분자로부터 벗어난 환경에 관한 연구를 했다. 한편, 폴리아세틸렌의 수소를 치환하는 것으로 카르빈을 합성할 수 있는 것은 아닐까 하는 기대를 갖고 염소나 취소로 수소를 치환한 후에 수산화 나트륨이나 암모니아 등의 염기로 그것을 제거하려는 실험도 했다. 반응 후에 시료의 원소분석을 진행하자, 98%가 탄소였지만, 카르빈이 아닌 비정질 탄소로 돼 있는 것이 밝혀졌다. 고온 처리에 따른 흑연화도 시도했지만 성공하지 못했고 폴리아세틸렌에서 유래된 비정질 탄소는 난흑연화탄소임을 알 수 있었다.
폴리아세틸렌에 관한 마지막 시험으로서 염소를 더했을 때 어떻게 반응이 일어나는지를 조사했는데 경미한 반응으로 박막이 검게 변했고 전자 상태가 크게 바뀌어 분자의 진동에 의한 흡수가 일어나고 있다라고 생각됐다. 이때 적외선을 투과하지 못하게 되는 것이 폴리아세틸렌의 박막화에 필적할 정도로 인상에 남아있었다고 한다. 또한 후에 탄소에 정의 전하가 부여됐고 적외 활성이 된다는 것을 알게 됐지만 도핑에 의해서 그러한 현상이 일어나고 있다는 것은 당시에는 알지 못했다.

### 맥더미드 & 히거와의 공동 연구
1975년에 앨런 맥더미드가 자원연구소를 방문했을 때 황화 질소(SXNX)의 금색 결정을 지참하고 있었던 것에서 시라카와가 합성했던 은빛의 폴리아세틸렌 박막과의 상관성을 깨달은 야마모토 아키오에게서 소개를 받았다. 맥더미드는 이 박막에 매우 흥미를 보여 그 자리에서 공동 연구를 제안했다고 한다.
1976년 펜실베이니아 대학교의 맥더미드 연구실의 박사연구원이 됐고 같은 해 9월 노동절 직후부터 해당 지역에서의 연구를 시작했다. 폴리아세틸렌의 전기전도성을 높이기 위해 할로젠으로 가는 도프를 실시하게 됐다. 그해 11월 23일, 측정용 단자를 붙인 폴리아세틸렌을 아르곤 가스를 가득 채운 삼각 플라스크 안에 넣고 할로젠의 일종인 취소를 주사기로 적하시킨 결과, 약 한 방울에 4-5자리나 시료의 전기 저항이 떨어졌고 최종적으로 전기 저항은 1,000만 분의 1까지 감소해 맥더미드나 히거 모두를 놀라게 했다. 몇 날 며칠간의 추가 시험에 의해 금속-절연체 전이가 일어나는 이러한 현상의 재현성이 확인됐고 더 나아가 이중 결합에 첨가 반응을 일으키지 않는 아이오딘 쪽이 더욱 효과적이라는 사실을 알게 됐다.
이 발견에 관한 제1보를 《Chemical Communications》에 제출하고 더 나아가 화학계의 맥더미드가 《Journal of the American Chemical Society》, 물리계의 히거가 《Physical Review Letters》에 각각 논문을 투고하기로 협의를 통해 결정하게 된다. 그러나 Chemical Communications 이외의 투고는 논문 조사 단계에서 현상 자체에 의문이 있다고 보고 바로 수락되진 않았다고 한다.
이 때문에 1977년 6월에 뉴욕에서 개최되는 저차원 물질의 합성과 물성에 관한 국제 학회에서 데먼스트레이션의 실험을 하자고 맥더미드가 제안을 했다. 일본의 학회에서는 하지 않을 법한 ‘유치한 대처 방법’이라는 생각과 함께 실험면에서도 테플론제 스탑콕에서 공기가 새어 할로젠의 확산을 저해하고 도프의 진행이 어려워질 거라는 염려도 있어 시라카와는 당초 이 제안에 반대했다. 결국 증기압을 높이기 위한 브롬화 요드와 같은 할로젠간 화합물을 이용해 더 나아가 도판트의 용기를 따뜻하게 하기 위한 뜨거운 물을 준비하는 등의 대책을 마친 후 공개 실험을 실시하게 됐고 폴리아세틸렌의 전기 저항이 저하됐을 때 소형 백열등을 점등시키는 일에 성공하게 된다. 이러한 실험을 지켜본 청중의 화학자들에게 큰 놀라움을 안겼다고 한다.
히거의 논문은 그해 10월 Physical Review Letters, 맥더미드의 논문은 이듬해 1978년 2월 Journal of American Chemical Society에 각각 게재돼 있다.

### 쓰쿠바 대학 시절

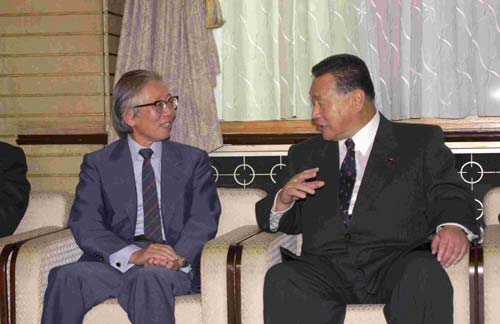
2000년 10월 18일, 총리대신 관저에서 내각총리대신 모리 요시로(오른쪽)와 환담을 나누고 있는 시라카와 히데키

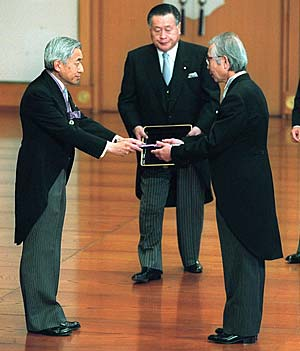
2000년 11월 3일, 고쿄에서 천황 아키히토(왼쪽)로부터 문화훈장을 수여받고 있는 시라카와 히데키(오른쪽)

1979년 11월, 쓰쿠바 대학 물질 공학계 조교수로 부임했다. 연구 테마를 응용 지향으로 변경하는 연구자가 많은 가운데, 폴리아세틸렌에 관한 기초 연구에 계속 중점을 두었던 역량이 높은 평가를 얻고 있다. 1982년에 교수로 승진했다.
1984년에는 히타치 제작소와의 공동 연구로 액정 배향을 이용해 섬유의 방향을 가지런히 한 폴리아세틸렌을 제작함으로써 기존 섬유보다 전도성을 높이는 데 성공했다. 학생이나 젊은 연구자들을 대하는 자세가 유연해서 함께 연구를 진행하기가 수월했다고 한다. 고등학생을 대상으로 한 일일 체험 교실 때는 특별히 교재까지 만들어서 수업에 임하는 등 교육에 대한 관심도 높았다.
1991년 6월, 스웨덴 룰레오에서 열린 전도성 고분자에 관한 노벨 심포지엄에 초대돼 약 40명에 이르는 참석자들과 1주일에 걸친 토론을 벌였다. 이때 이 분야에서 노벨상을 수상하는 인물이 있다면 그 후보는 히거, 맥더미드, 시라카와 등 3명일 것이라는 합의가 참석자들 사이에서 이루어졌다. 1997년에는 네마틱 액정을 이용해서 섬유를 꼬은 나선형 폴리아세틸렌을 합성하여 전자 반응의 발현에 대한 기대를 모았다. 학교 교육에 관한 업무면에서는 1994년부터 제3학군장을 3년간 맡았다.

### 정년 퇴임 후
2000년 3월에 쓰쿠바 대학을 정년 퇴임했다. 10월 10일에 신문사에서 처음 문의가 들어온 데 이어 그후 10월 18일에 노벨 재단으로부터 정식 연락을 받고 히거, 맥더미드와 함께 노벨 화학상을 공동 수상했다. 참고로 일본에서는 구 제국대학이 아닌 대학 출신자로는 최초로 노벨상 수상자가 됐다. 12월 8일에 스톡홀름 대학교에서 수상 기념 강연을 가졌고 이에 맞춰 문화훈장을 받았다.
그해 11월 29일에는 이듬해에 창설될 종합과학기술회의의 지식인 의원으로 내정됐다. 연구 영역의 중복 등과 관련해서 각 성청 간의 조정이 거의 이루어지지 않는 실태를 알고 충격을 받았다고 한다. 재임 중에는 과학기술 관계 사업의 예산에 우선 순위를 매기는 한편으로 담당자들이 제기하는 불만에도 엄정하게 대처했다. 더욱이 과학 예산 제도 중에서는 소액이면서도 자유 재량으로 사용할 수 있는 교비에 대해 세런디피티격인 발견이 이루어졌을 때 유효하다고 평가했다. 덧붙여 2001년에는 사전에 연락 없이 니가타 대학 총장으로 추천돼 본인은 고사했지만 추천을 취소하는 규정이 없어 결선 투표를 진행한 결과 후보 5명 중에서 3위를 기록했다.

## 주요 경력

### 약력
- 1949년 : 다카야마 시립 미나미 초등학교 졸업
- 1952년 : 다카야마 시립 제2 중학교(현: 마쓰쿠라 중학교) 졸업
- 1955년 : 기후 현립 다카야마 고등학교 졸업
- 1961년 : 도쿄 공업대학 이공학부 화학공학과(현: 물질이공학원 응용화학계) 졸업
- 1966년 : 도쿄 공업대학 대학원 이공학부 연구과 화학공학 전공과 박사과정 수료, 동 대학 자원화학연구소(현: 화학생명과학연구소) 조수
- 1976년 ~ 1977년 : 미국 펜실베이니아 대학교 박사 연구원
- 1979년 : 쓰쿠바 대학 조교수
- 1982년 : 쓰쿠바 대학 교수
- 1991년 ~ 1993년 3월 : 쓰쿠바 대학 대학원 이공학연구과장
- 1994년 ~ 1997년 3월 : 쓰쿠바 대학 제3학군장
- 2000년 : 정년 퇴임
- 2001년 ~ 2003년 3월 : 일본 학사원 회원, 내각부 종합과학기술회의 의원

### 사회 공헌 활동
- 일본 유네스코 국내 위원회 위원
- 소니 교육 재단 이사, ‘과학의 샘 - 아이의 꿈 교실’ 교장[40]
- 야마다 과학진흥재단 평의원[41]
- 헤이세이 기초과학재단 평의원

## 수상 경력
- 1983년 : 고분자학회상
- 2000년 : 고분자화학 공적상
- 2000년 : 노벨 화학상
- 2000년 : 요코하마 문화상 학술특별상
- 2001년 : 일본 화학회 특별 수상

### 상훈
- 2000년 : 문화공로자
- 2000년 : 문화훈장

## 저작
학위 논문
- 시라카와 히데키 (1966년 3월 26일). 《共重合体中のブロック鎖に関する研究》 [공중합체의 블럭사슬에 관한 연구]. 박사 논문(갑제144호). 도쿄 공업대학. NAID 500000445792. 2014년 4월 29일에 원본 문서에서 보존된 문서. 2013년 3월 27일에 확인함.

저서
- 시라카와 히데키 (1980년). 《合成金属-ポリアセチレンからグラファイトまで》 [합성 금속: 폴리아세틸렌으로부터 흑연까지]. 가가쿠도진. ISBN 9784759806878.
- 시라카와 히데키 (2001년). 《化学に魅せられて》 [화학에 매료되어]. 이와나미 신서. ref.2001a. 이와나미 쇼텐. ISBN 9784004307099.
- 시라카와 히데키 (2001년). 《私の歩んだ道 ノーベル化学賞の発想》 [내가 걸어온 길: 노벨 화학상의 발상]. 아사히 센쇼. ref.2001b. 아사히 신문사. ISBN 9784022597700.
- 시라카와 히데키 (2006년). 《セレンディピティーを知っていますか》 [세렌디피티를 알고 있습니까]. 하타다가 주택활용보존회. ISBN 9784903247038.

공저
- 시라카와 히데키, 무라카미 요이치로 (1990년). 《導電性高分子から何がみえるか》 [전도성 고분자로부터 무엇이 보일까]. 미타 출판회. ISBN 9784895830706.
- 시라카와 히데키; 오에 겐자부로 (2004년). 《何を学ぶか－作家の信条、科学者の思い－》 [무엇을 배울 것인가: 작가의 신조, 과학자의 생각]. 요미우리 붓쿠렛토. 요미우리 신문사. ISBN 9784643040081.
- 요미우리 신문 도쿄 본사 조사연구본부, 편집. (2005년 3월 1일). 《ノーベル賞受賞者との対話―中高校生の君たちへ》 [노벨상 수상자와의 대화 - 중고교생 여러분들에게]. 주오코론신샤. ISBN 978-4120036170.

감수
- 시라카와 히데키; (편역) 오지마 요시미 (2018). 《「ロウソクの科学」が教えてくれること》. サイエンス・アイ新書. SBクリエイティブ. ISBN 9784797397482.

## 참고 문헌
- 고토 아야코 (2007년). 《ブレークスルーの科学―ノーベル賞学者・白川英樹博士の場合》 [극복의 과학: 노벨상 학자 시라카와 히데키 박사의 경우]. 닛케이BP. ISBN 9784822245399. 2014년 9월 3일에 원본 문서에서 보존된 문서. 2014년 9월 1일에 확인함.
- 《ノーベル化学賞 白川英樹氏 独創の軌跡》 [노벨 화학상 - 시라카와 히데키씨 독창의 족적] 30. 닛케이 사이언스. 2000년 12월. 6 ~ 13쪽. ISBN 9784822245399.
- 시라카와 히데키; 야마베 도키오; 요시노 가쓰미 (2008년). 《学際領域における導電性ポリマーの研究とノーベル化学賞 白川英樹》 [학제영역에 있어서의 전도성 폴리머의 연구와 노벨 화학상 - 시라카와 히데키] (PDF) 77. 응용물리. 903 ~ 909쪽. doi:10.11470/oubutsu.77.8_903. ISSN 0369-8009. NAID 10024191970. 2012년 2월 16일에 원본 문서 (PDF)에서 보존된 문서. 2010년 1월 22일에 확인함.

## 같이 보기
- 앨런 J. 히거
- 앨런 맥더미드
- 전도성 고분자